# Machaeropterus deliciosus
Machaeropterus deliciosus là một loài chim trong họ Pipridae.